# Stephan Elliott
Stephan Elliott (Sydney, 27 agosto 1964) è un regista e sceneggiatore australiano, principalmente noto per aver scritto e diretto i film Priscilla, la regina del deserto (1994) e Un matrimonio all'inglese (2008).

## Biografia
Il regista australiano, pur non avendo mai nascosto la sua omosessualità non ama essere riduttivamente etichettato come regista gay.
Il film che lo ha reso celebre, Priscilla, la regina del deserto ha ricevuto la candidatura ai Golden Globe nella categoria Miglior film commedia o musicale 1995. Mentre l'attrice inglese Kristin Scott Thomas ha ottenuto la candidatura come miglior attrice non protagonista ai British Independent Film Awards del 2009 per la sua interpretazione nel film di Elliott Un matrimonio all'inglese (2008), remake del film Virtù facile (1928) di Alfred Hitchcock.
Stephan Elliott era un giovane e promettente regista australiano nel 1994 ai tempi di Priscilla (aveva infatti soltanto 30 anni), ma nel 2004 un gravissimo incidente sugli sci lo costrinse ad una forzata inattivita, sette mesi di ospedale e tre anni di sedia a rotelle. Il suo ritorno dietro la macchina da presa è avvenuto nel 2008 (nove anni dopo il suo ultimo film), con il film plurinominato ai vari Festival cinematografici Un matrimonio all'inglese con Jessica Biel.
Nel febbraio 2012 dichiara la sua omosessualità durante la premiazione degli AACTA Awards a Sydney.

### L'incidente sugli sci
Nel 2004 in Francia Elliott era intento a praticare il suo sport preferito, ma un brutto incidente sulle piste di sci gli ha fatto rischiare la vita. Per sua fortuna l'elicottero di soccorso giunse per tempo.

## Filmografia

### Regista

#### Cinema
- Coca Cola Kid (The Coca-Cola Kid) (1985) - terzo assistente alla regia
- Jilted (1987) - secondo assistente alla regia
- Afraid to Dance (1989) - secondo assistente alla regia
- Scherzi maligni (Fraud) (1993)
- Priscilla, la regina del deserto (The Adventures of Priscilla, Queen of the Desert) (1994)
- Benvenuti a Woop Woop (Welcome to Woop Woop) (1997)
- The Eye - Lo sguardo (Eye of the Beholder) (1999)
- Black Oasis (2008)
- Un matrimonio all'inglese (Easy Virtue) (2008)
- Tre uomini e una pecora (A Few Best Men) (2011)
- Eu Te Amo, episodio di Rio, eu te amo (2014)

#### Televisione
- Winners - serie TV, 1 episodio (1985) - terzo assistente alla regia
- Robbery - film TV (1985) - terzo assistente alla regia
- Room to Move - film TV (1987) - terzo assistente alla regia

### Sceneggiatore
- The Resting Place, regia di Rebel Penfold-Russell (1992) - cortometraggio
- Scherzi maligni (Fraud), regia di Stephan Elliott (1993)
- Priscilla, la regina del deserto (The Adventures of Priscilla, Queen of the Desert), regia di Stephan Elliott (1994)
- Benvenuti a Woop Woop (Welcome to Woop Woop), regia di Stephan Elliott (1997)
- The Eye - Lo sguardo (Eye of the Beholder), regia di Stephan Elliott (1999)
- Black Oasis, regia di Stephan Elliott (2008)
- Un matrimonio all'inglese (Easy Virtue), regia di Stephan Elliott (2008)
- Eu Te Amo, episodio di Rio, eu te amo, regia di Stephan Elliott (2014)

### Attore
- Priscilla, la regina del deserto (The Adventures of Priscilla, Queen of the Desert), regia di Stephan Elliott (1994) - cameo, non accreditato
- Benvenuti a Woop Woop (Welcome to Woop Woop), regia di Stephan Elliott (1997) - cameo, non accreditato
- WillFull, regia di Rebel Penfold-Russell (2001) - cameo
- Alex's Party, regia di Rebel Penfold-Russell (2006) - cortometraggio, cameo
- Un matrimonio all'inglese (Easy Virtue), regia di Stephan Elliott (2008) - cameo
- Tre uomini e una pecora (A Few Best Men), regia di Stephan Elliott (2011) - cameo

### Produttore
- WillFull, regia di Rebel Penfold-Russell (2001)